# Renenet

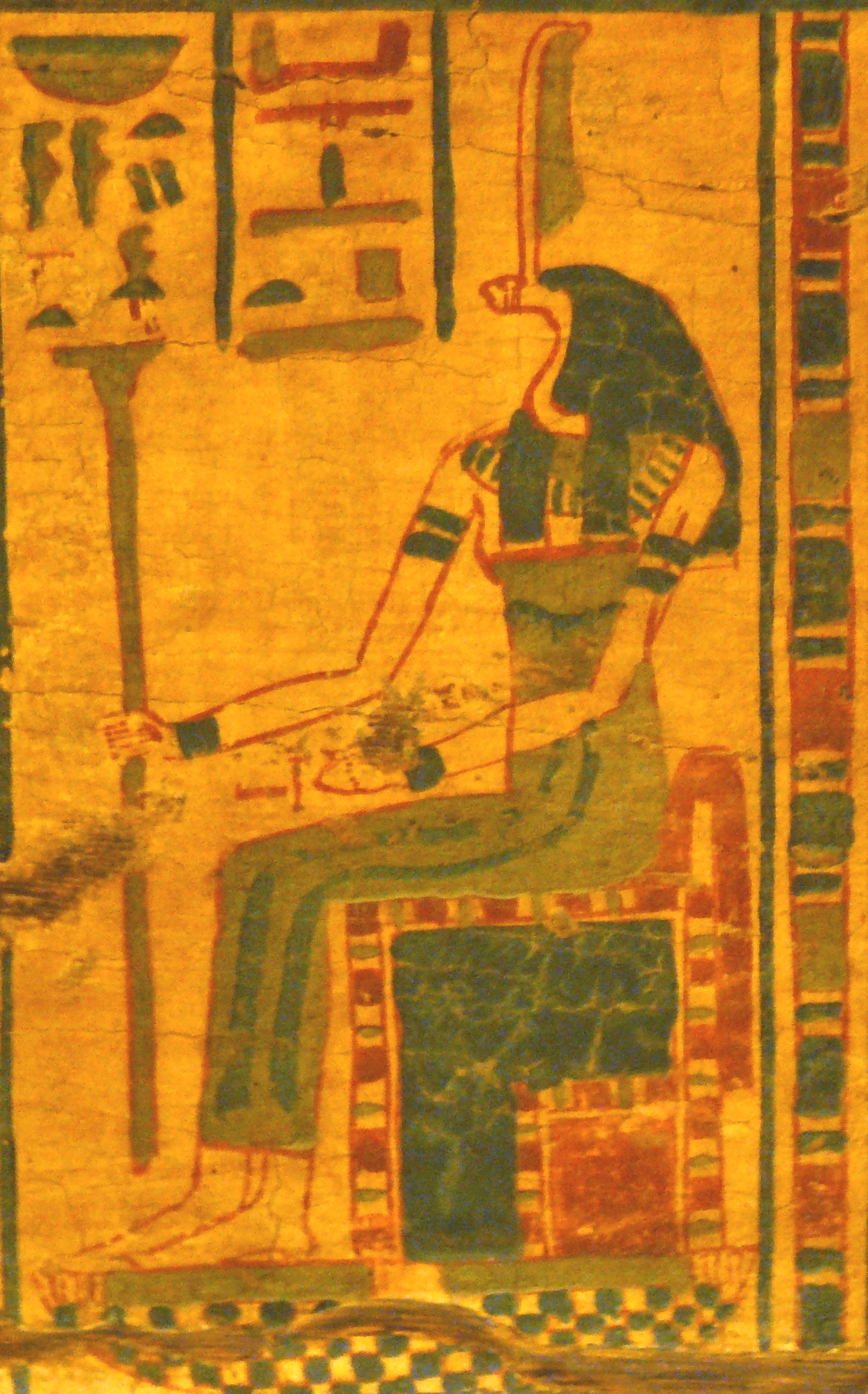
Renenet

Renenet eller Renenutet var en gudinna i egyptisk mytologi som associerades med amning och moderskap.  Hon gestaltades ibland med kobrahuvud.